# Kúpchyntsi (Ternópil)
Kúpchyntsi (ucraniano: Ку́пчинці; polaco: Kupczyńce) es un municipio rural de Ucrania, perteneciente al raión de Ternópil en la óblast de Ternópil.
El municipio, con una población total de 3871 habitantes en 2020, incluye tanto el pueblo de Kúpchyntsi (de unos mil trescientos habitantes) como siete pedanías. El municipio se fundó en 2018 mediante la fusión de los hasta entonces consejos rurales de Kúpchyntsi, Denýsiv, Íshkiv y Yastrubove. Además de estos cuatro pueblos, pertenecen al actual municipio otros cuatro: Vesnivka, Dvoryshche, Drahománivka y Rosojuvátets.
Se ubica a orillas del río Strypa, unos 20 km al suroeste de Ternópil sobre la carretera T2006 que lleva a Búchach.

## Historia
El pueblo tiene su origen en una antigua ciudad de la Rus de Kiev llamada "Brodyliv", destruida en el siglo XIII por la invasión mongola. Se conoce la existencia del pueblo actual en documentos desde 1312, y en 1564 ya se menciona como ciudad. La ciudad de Kúpchyntsi, junto con su castillo, fue gravemente destruida en 1648-1649 en la rebelión de Jmelnitsky, destrucción de la que no llegó a recuperarse; debido a ello, tras las Particiones de finales del siglo XVIII, el gobierno del Imperio Habsburgo volvió a clasificar a la localidad como un pueblo. Antes de la fundación del actual municipio en 2018, el pueblo formaba un consejo rural en el raión de Kozová, que únicamente incluía como pedanía a Drahománivka.